# Vilém Holáň
Vilém Holáň (23. září 1938 Ostrava – 5. března 2021) byl český informatik a politik za KDU-ČSL, po sametové revoluci československý poslanec Sněmovny národů Federálního shromáždění, v 90. letech diplomat, mezi lety 1994–1996 ministr obrany ČR a poslanec Poslanecké sněmovny.

## Biografie
Po maturitě studoval obor matematika na Masarykově universitě v Brně. Koncem třetího ročníku byl ovšem roku 1959 ze studií z politických a náboženských důvodů vyloučen. Byl pak zaměstnán jako dělník a potom coby technik ve Výstavbě ostravsko-karvinských dolů. Koncem 60. let byl opětovně připuštěn ke studiu a vysokou školu dokončil v roce 1968. Od roku 1971 byl zaměstnán jako zdravotnický informatik.
V období let 1990–1992 byl expertem Světové zdravotnické organizace v oboru zdravotnických informačních systémů v Indii a zemích jihovýchodní Asie. Po sametové revoluci se politicky angažoval. Členem KDU-ČSL byl od ledna 1990. Stal se místopředsedou okresní organizace a členem ústředního výboru strany. V komunálních volbách roku 1990 byl zvolen do zastupitelstva Ostravy. V komunálních volbách roku 1994 byl zvolen do zastupitelstva městské části Svinov za KDU-ČSL.
Ve volbách roku 1992 byl zvolen za KDU-ČSL do české části Sněmovny národů (volební obvod Severomoravský kraj). Ve Federálním shromáždění setrval do zániku Československa v prosinci 1992.
Po rozpadu ČSFR a zániku jeho poslaneckého mandátu pracoval na Ministerstvu zahraničních věcí, zpočátku na postu ředitele slovenského odboru, od února 1994 jako vrchní ředitel sekce Asie, Afriky a Latinské Ameriky. Od září 1994 do července 1996 zastával funkci Ministra obrany České republiky v První vládě Václava Klause, v níž nahradil stranického kolegu Antonína Baudyše, který rezignoval po sérii skandálů. Jeho hlavním úkolem v této funkci bylo navázat spolupráci s členskými zeměmi NATO s cílem získat jejich podporu pro přijetí ČR. 7. sjezd KDU-ČSL v roce 1995 ho zvolil na post místopředsedy strany. Do roku 1996 byl místopředsedou KDU-ČSL pověřeným řízením zahraniční politiky. Od roku 1999 byl členem celostátního výboru KDU-ČSL.
Ve volbách v roce 1996 byl zvolen do Poslanecké sněmovny Parlamentu České republiky za KDU-ČSL a poslanecký mandát obhájil ve volbách roku 1998 i volbách roku 2002. V dolní komoře českého parlamentu setrval do roku 2006. V roce 2004 byl krátce i nevoleným poslancem Evropského parlamentu za Českou republiku (od vstupu ČR do EU do voleb do EP v červnu 2004).
Zemřel dne 5. března 2021 ve věku 82 let.